# 岐阜県立稲葉高等学校
岐阜県立稲葉高等学校（ぎふけんりついなばこうとうがっこう）とは、かつて岐阜県各務原市にあった公立の定時制高等学校。

## 概要
1963年（昭和38年）に岐阜県立岐阜女子商業高等学校の併設校となり、1965年（昭和40年）に廃校となる。

## 沿革
稲葉高等学校の開校は1948年（昭和23年）であるが、実質上の前身は1941年（昭和16年）設置の即真実業学校である。稲葉高等学校の開校時の校地校舎の一部は、稲葉郡那加町に無償譲渡された、旧・即真実業学校の施設である。

### 年表
- 1941年（昭和16年）3月31日 - 即真実業学校が設置される。農業科、家庭科の学校であり、羽島郡下中島村大字石田（現・羽島市）の木曽川河川敷に仮校舎で開校する。
- 1942年（昭和17年） - 羽島郡川島村大字松倉字柳原1386番地[注釈 1]の旧・川島国民学校校舎[注釈 2]に移転する。
- 1944年（昭和19年）
  - 4月 - 財団法人即真実業学校に改称する。稲葉郡那加町桐野[注釈 3]などの数箇所に分散移転する。
  - 5月 - 財団法人即真実業学校が解散する。
- 1948年（昭和23年）
  - 3月31日 - 旧・財団法人即真実業学校の那加町桐野の校舎校地が那加町に無償譲渡される[注釈 4]。
  - 10月8日 - 岐阜県告示第511号により、稲葉郡那加町立那加高等学校の設置が認可される。定時制高校であり、農業科（昼夜間部）・家庭科（昼間部）を設置。
  - 10月16日 - 稲葉郡那加町立那加高等学校として開校し、開校式を行う。校舎は那加町桐野の旧・即真実業学校校舎では不足のため、川崎航空機の寮を仮校舎とする。
- 1949年（昭和24年）4月11日 - 定時制課程普通科を増設する。
- 1952年（昭和27年）7月1日 - 那加町立那加第一小学校の土地、建物（西校舎）の移譲を受け、移転する。講堂は那加第一小学校講堂を共用。
- 1953年（昭和28年）4月15日 - 農業科の募集を停止。
- 1958年（昭和33年）3月31日 - 岐阜県に移管され、岐阜県立稲葉高等学校に改称する。
- 1959年（昭和34年）2月22日 - 校舎を増築する。
- 1962年（昭和37年） - 第20回国民体育大会（1965年開催）に向けて、家庭科（昼間部）に女子ホッケー部が誕生する。
- 1963年（昭和38年）4月1日 - 稲葉高等学校の校舎を転用し、新たに岐阜県立稲葉女子商業高等学校が開校。岐阜県立稲葉高等学校の募集を停止し、稲葉高等学校は稲葉女子商業高等学校に併設となる。
- 1965年（昭和40年）3月 - 廃校。廃校時の生徒数は家庭科（昼間部）57名、普通科（夜間）27名。